# Gällivare
Gällivare [ˈjɛlivɑːrə] (nordsamisch: Jiellevárri oder Váhčir, lulesamisch: Jiellevárre oder Váhtjer, meänkieli: Jellivaara, finnisch: Jällivaara) ist ein Ort (tätort) in der nordschwedischen Provinz Norrbottens län und der historischen Provinz Lappland. Der Hauptort der Gemeinde Gällivare liegt 70 Kilometer nördlich des Polarkreises.

## Klima
Gällivare liegt in der subarktischen Klimazone. Die Durchschnittstemperatur liegt von Oktober bis April unter 0 °C. Eine bleibende Schneedecke bildet sich für gewöhnlich zwischen Mitte Oktober und Mitte November und der letzte Schnee verschwindet oftmals erst im Mai. In der Klimaklassifikation nach Köppen und Geiger lässt sich Gällivare dem Typ Dfc zuordnen, da drei Monate eine Durchschnittstemperatur von über 10 °C aufweisen und die Durchschnittstemperatur des kältesten Monats unter −3 °C liegt.
|                        | Jan   | Feb   | Mär  | Apr  | Mai  | Jun  | Jul  | Aug  | Sep  | Okt  | Nov  | Dez   |   |       |
| Mittl. Temperatur (°C) | −14,3 | −12,5 | −8,4 | −1,9 | 5,0  | 11,0 | 13,0 | 10,7 | 5,6  | −0,6 | −8,1 | −12,2 | ⌀ | −1    |
|                        |       |       |      |      |      |      |      |      |      |      |      |       |   |       |
| Niederschlag (mm)      | 29,4  | 26,1  | 25,6 | 24,9 | 31,1 | 46,0 | 73,4 | 68,1 | 46,0 | 44,2 | 42,0 | 33,5  | Σ | 490,3 |

|  |

|  |

|  |

|  |

|  |

|  |

|  |

|  |

|  |

|  |

|  |

|  |

|  |

|  |

|  |

|  |

|  |

|  |

|  |

|  |

|  |

|  |

|  |

|  |

## Etymologie
Die erste schwedischsprachige Erwähnung des Ortes in Form von Gillewara wird mit dem Jahr 1673 angegeben. Der Name ist die schwedische Form des Lulesamischen Jiellevárre, das wiederum einen Erzberg bezeichnet. Jielle steht dabei für Spalt oder Zwischenraum und deutet auf ein langgestrecktes Tal im erzreichen Berg oder Fjäll (várre) hin.

## Geschichte

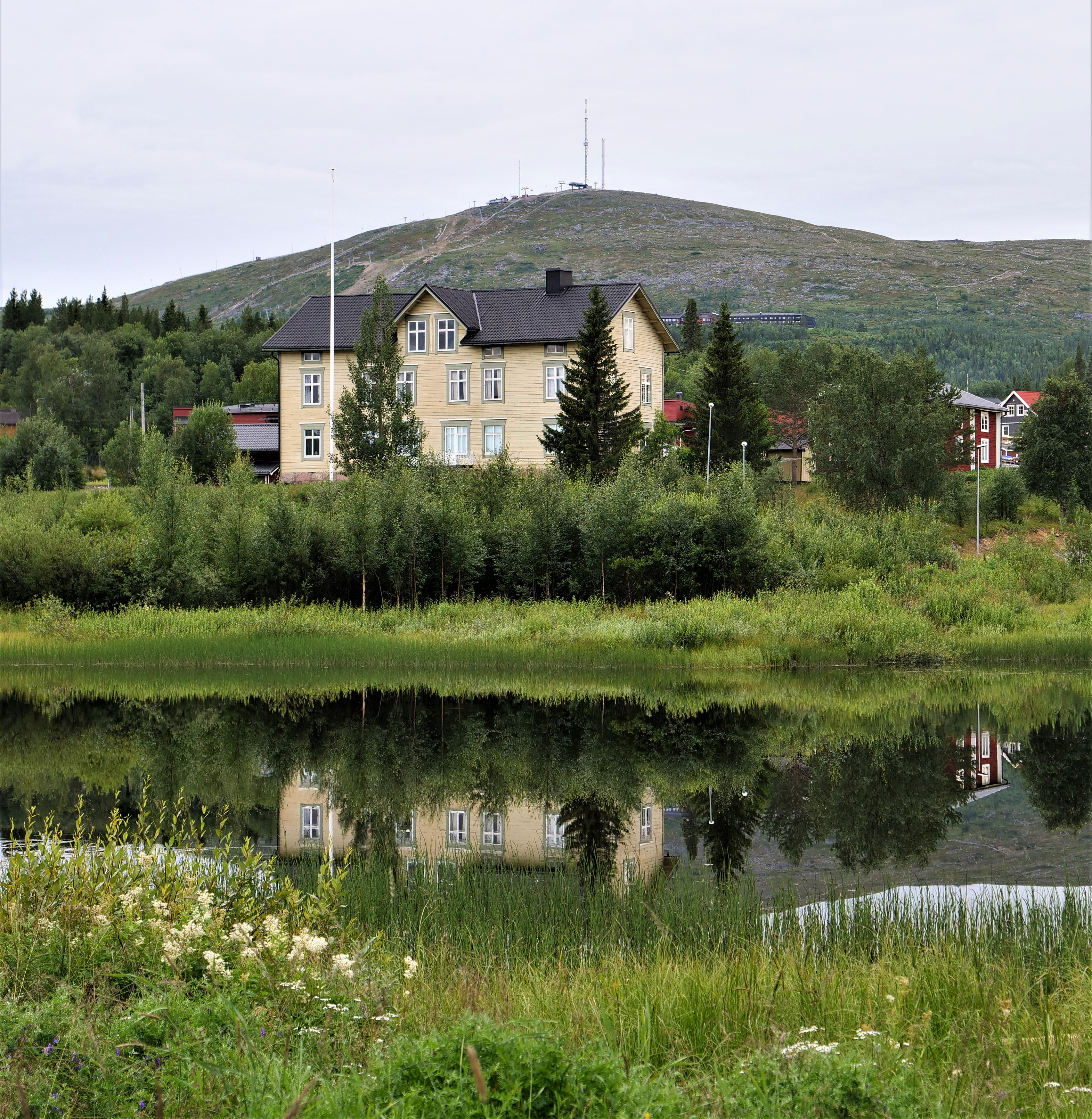
Blick von Gällivare auf den Dundret

Zusammen mit den Nachbarorten Malmberget und Koskullskulle finden sich in Gällivare zahlreiche Gruben und Verarbeitungsanlagen für Eisenerz.
Der drei Kilometer nördlich und auf südlicher Hügellage gelegene Nachbarort Malmberget war ursprünglich der Hauptort der Siedlung. Wegen des massiven Eisenerzabbaus mussten allerdings Teile des Ortes umgesiedelt werden und die neu entstandene Siedlung bildet das heute größere Gällivare.
Vom Berg Dundret (823 m) ist vom 2. Juni bis 12. Juli die Mitternachtssonne zu sehen.
Gällivare hat einen Campingplatz.

## Verkehr und Verkehrsanbindung

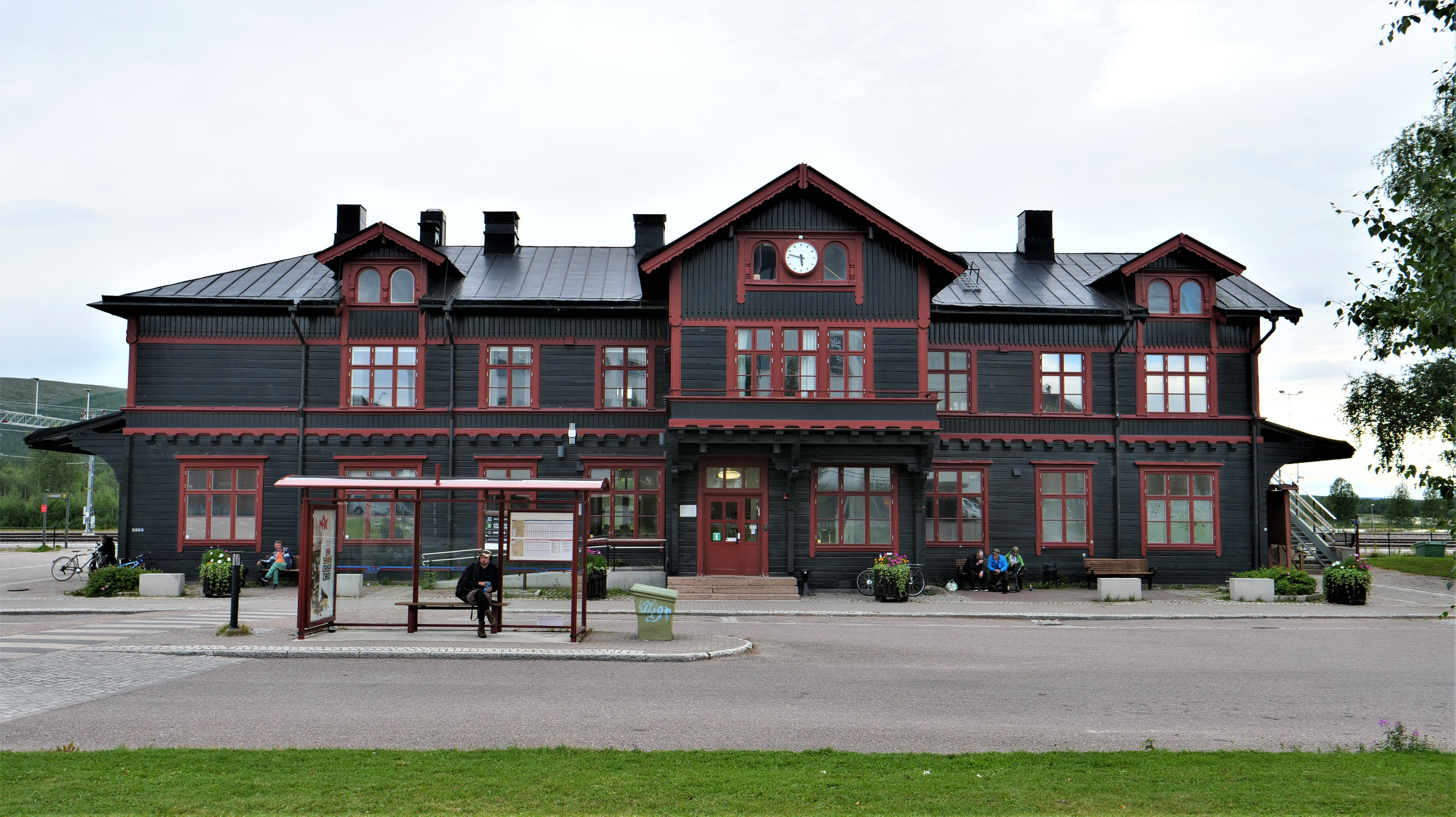
Bahnhof Gällivare

Bedeutung hat Gällivare als Verkehrsknotenpunkt der Erzbahn Luleå–Gällivare–Kiruna–Narvik und der hier endenden Inlandsbahn. Der im Blockhausstil erbaute Bahnhof hat einmal einen Preis als schönster schwedischer Bahnhof erhalten.
Ebenso führen die Europastraße 45 (Inlandsvägen) und die Europastraße 10 mit entsprechenden Buslinien durch die Stadt.
Gällivare verfügt mit dem Flughafen Gällivare über eine Verkehrsanbindung aus der Luft.
Damit ist der Ort der Ausgangspunkt für Besuche der schwedischen Nationalparks Muddus, Sarek, Padjelanta und Stora Sjöfallet.

## Wirtschaft
Die deutsche Solarworld AG besaß hier das Tochterunternehmen Gällivare Photovoltaic, das 2007 teilweise an die schwedische Investmentgesellschaft Borevind AB verkauft wurde. Die hannoversche Vertriebsgesellschaft Alfasolar besitzt hier das Tochterunternehmen ArcticSolar. Bei ArcticSolar und GPV werden Solarmodule hergestellt.

## Sport
Der 823 m hohe Dundret ist in den Wintermonaten ein beliebtes Skigebiet mit drei Skipisten verschiedener Schwierigkeit und einem Sessel- und fünf Schlepplifte.
Seit 2011 findet in Gällivare jährlich im Februar das Arctic Balloon Adventure, ein internationales Treffen der Heißluftballonfahrer statt.

## Gemeindepartnerschaft
Eine Partnerschaft besteht mit der Gemeinde Barga in der Toskana (Italien).

## Söhne und Töchter der Stadt
- Nils Nilsson Skum (1872–1951), samischer Künstler
- Hilding Hagberg (1899–1993), kommunistischer Politiker
- Marianne Greenwood (1916–2006), Fotografin und Autorin
- Gunnar Nyberg (1929–2007), Jazzmusiker
- Thomas Fogdö (* 1970), Skirennläufer
- Andreas Alm (* 1973), Fußballspieler und -trainer
- Jenny Hansson (* 1980), Skilangläuferin
- Lina Andersson (* 1981), Skilangläuferin
- Sofia Jannok (* 1982), Sängerin
- Anton Lahdenperä (* 1985), Skirennläufer
- Sofia Mattsson (* 1989), Ringerin
- Isac Lundeström (* 1999), Eishockeyspieler

## Galerie

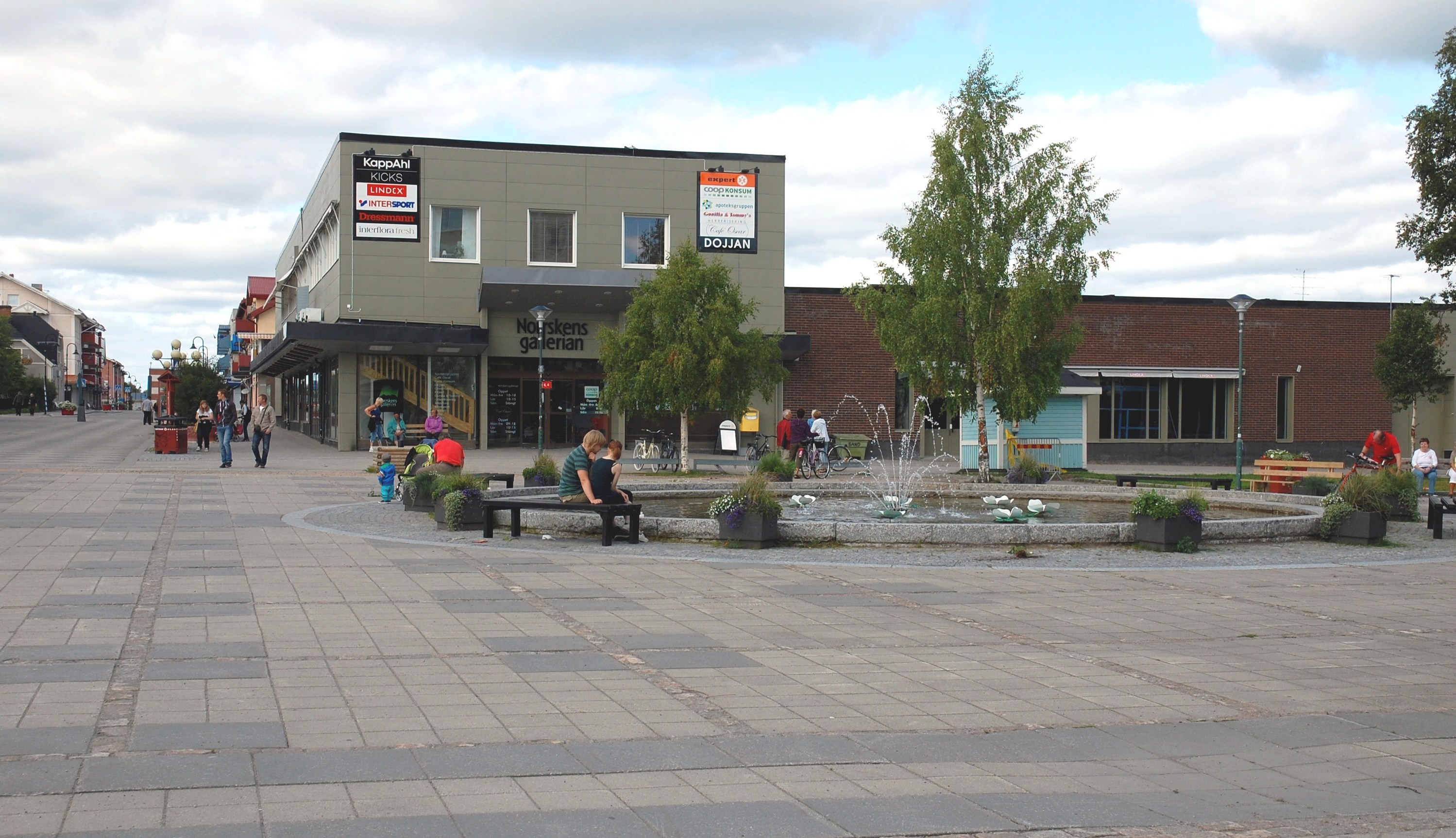
Zentrum
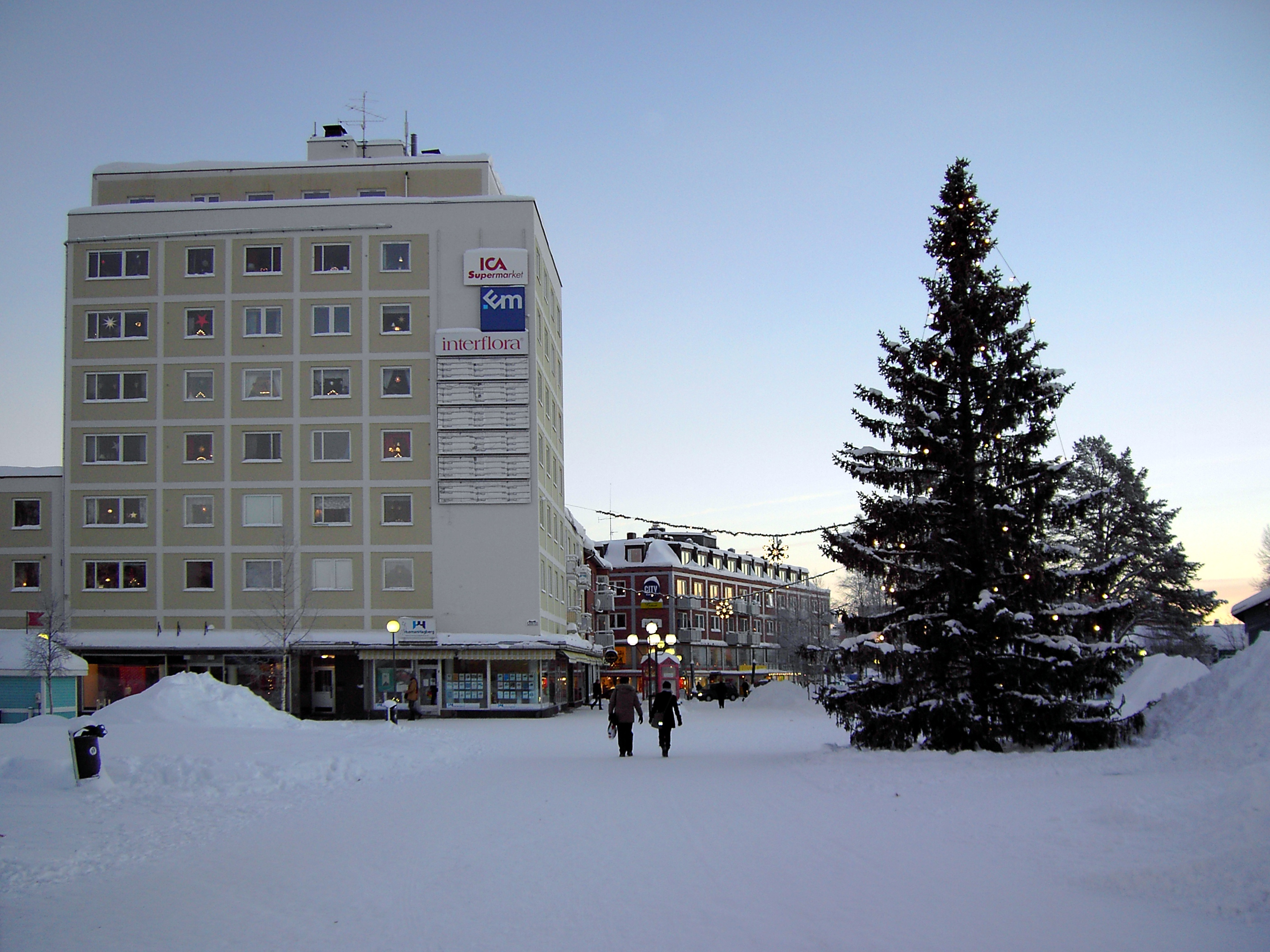
Zentrum im Winter
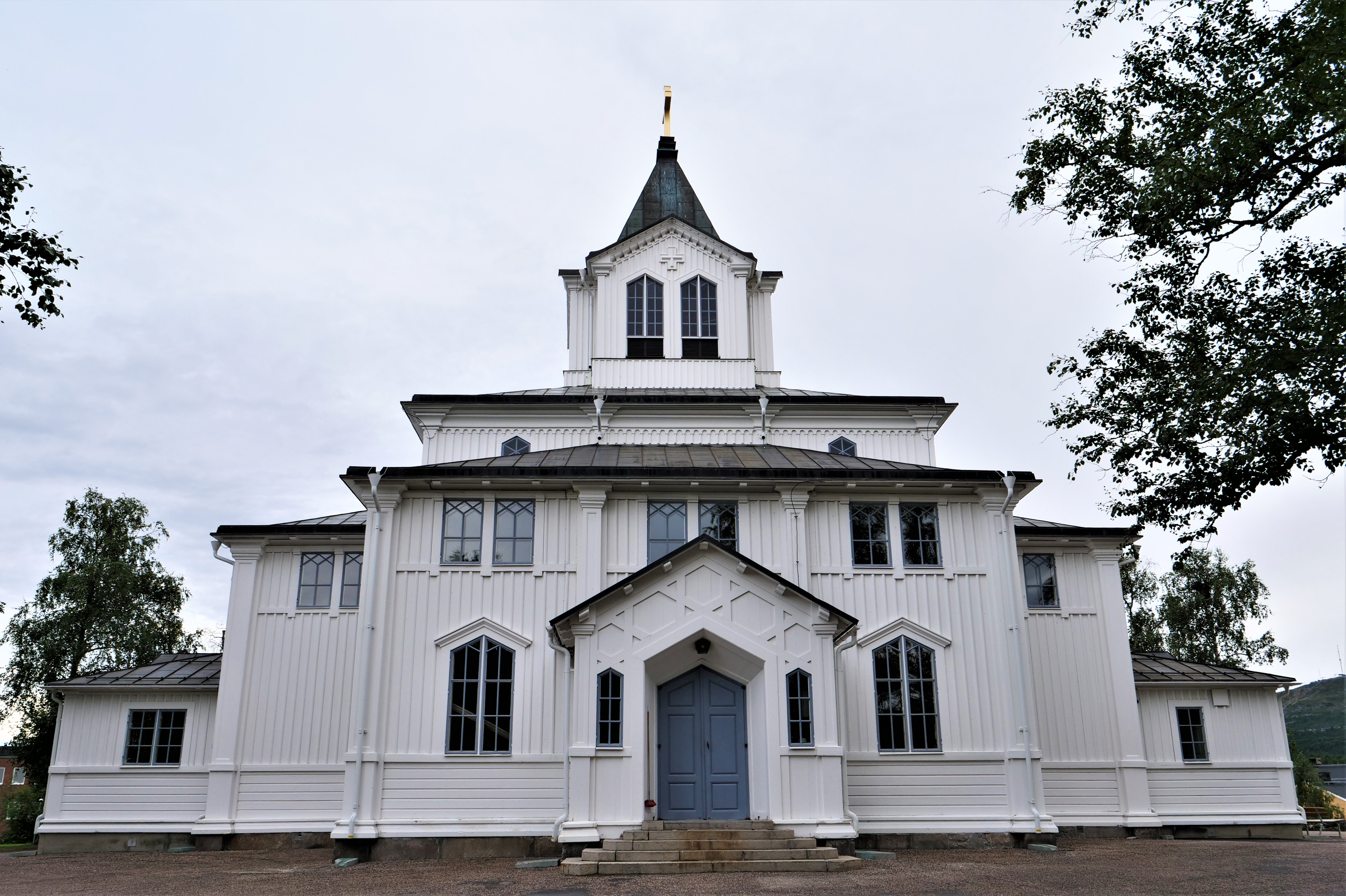
Ortskirche
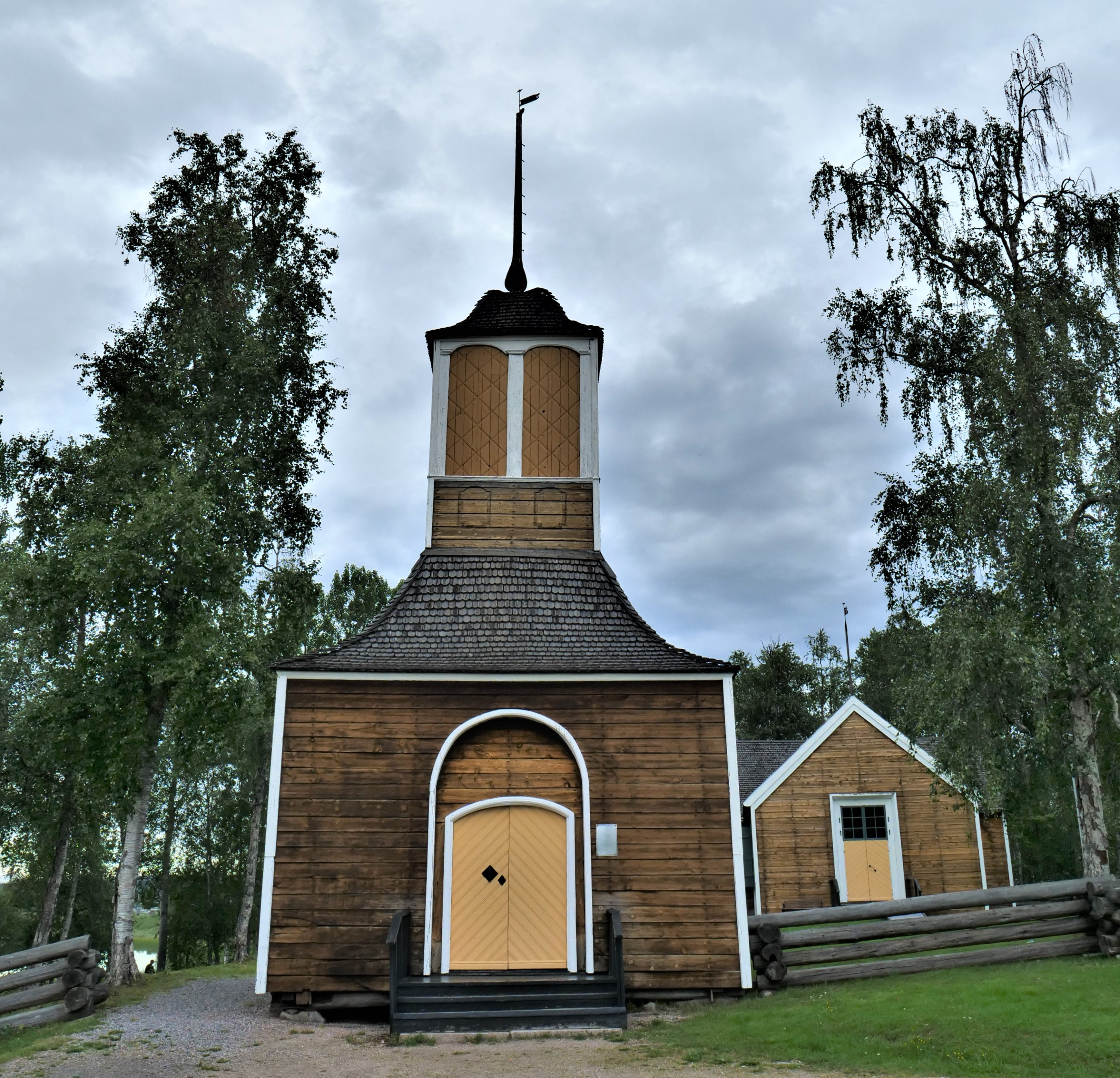
Lappkyrkan
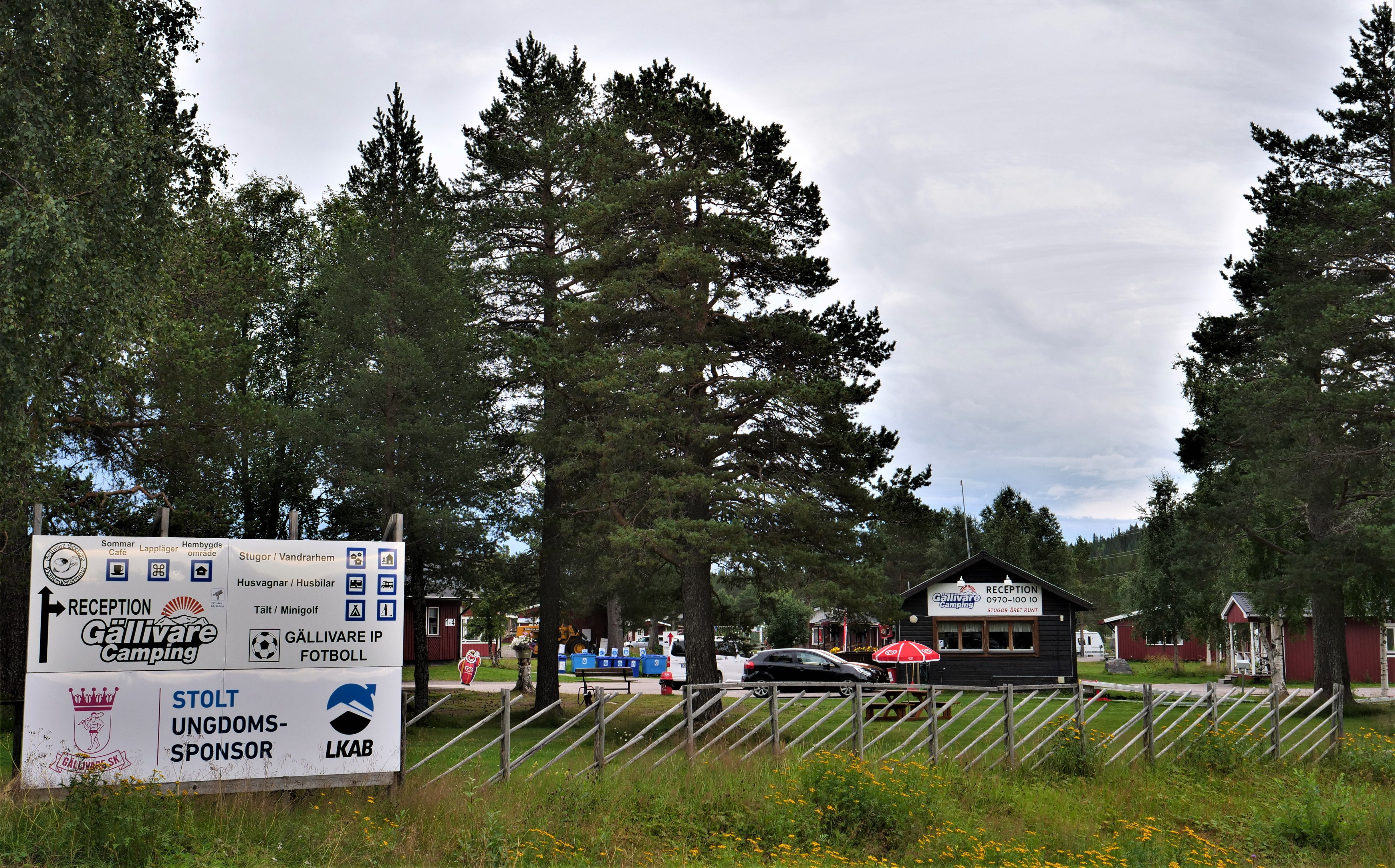
Camping Gällivare